# 氮醉
氮醉是在進行潛水或深潛運動時常用的名詞。
一般而言，水壓會隨著潛水深度而增加，當潛水員處於高水壓環境（約3至4大氣壓力以上），肺內氮氣會因高壓緣故，突破肺泡過濾，進入血液循環系統，而對潛水員產生麻醉作用。於淺水處可能狀況輕微，隨著下潛深度增加而症狀加劇。於18至24公尺以內的水深，大多數的潛水員都不會感到氮醉症狀。
氮氣並不参与各细胞成分的化学过程，但它在血液中的分压达到一定的高度，則可大量溶解于脂肪組織和神经组织中，引起神经纤维的传导和中枢突触传递受阻，神经元的兴奋性不能正常发生，使人体各种机能减弱，处于抑制状态，严重會引致死亡。

## 症狀
氮醉的症狀類似飲用含酒精飲料所造成的酒醉症狀，包括愉悅、幸福感、緊張、興奮、反應遲緩、暈眩、認知及集中力降低，严重则会出现幻觉甚至失去意识。一旦氮醉發生，症狀會隨氮分壓升高而加重。

## 處置方式
潛水發生氮醉時，應於惡化前上昇至較淺處，症狀會在數分鐘內消失。症狀消失後可嘗試繼續下潛，否則應立即結束潛水。一般來說，氮醉不會造成後遺症。

## 預防
氮醉的發生除了潛水深度外，也與潛水員身心狀況有關。因此潛水過程中注意深度，以及藉由訓練辨別氮醉症狀，都可避免氮醉所造成的危險。良好的體能狀況、充分休息也被認為有幫助。潛水氣瓶內常加入一部份的氦氣或氬氣，以降低氮氣的比例，減少氮醉的發生。
一般認為，高氧氣體（氧氣比例大於21%）中氮氣比例較空氣低，有助於防止氮醉。但就理論上來說，氧氣也會造成迷醉的效果。考慮高氧氣體的氮醉效果時，視同空氣是較安全的做法。

## 外部連結
- National Oceanic and Atmospheric Administration （页面存档备份，存于）
- Undersea and Hyperbaric Medical Society （页面存档备份，存于）